# 加藤大祐
加藤 大祐（かとう だいすけ、1972年8月23日 - ）は、日本のギタリスト、作曲家、編曲家。福島県出身。Λuciferの元メンバー。

## 人物・略歴
ビジュアル系ロックバンド「Λucifer」の元メンバーである。当時は本家におけるギタリスト・桐生敦郎にちなんでATSUROを名乗っていた。ニックネームはアツロック。
ロックサウンドを主体とした楽曲を得意とし、自身の楽曲だけでなく、親友の黒須克彦や齋藤真也の手掛けた楽曲でもギター演奏を担当している。
平野綾、中川翔子、茅原実里などのライブサポートや、PVへの出演なども行っている。中川翔子の「snow tears」ではバンドマスターとしてギター演奏を担当しているがレコーディングには参加していない模様である。演奏に使われているピンクのギターは約130万円で購入したものである。
2007年9月1日、ビジュアル系ロックバンドTokyo Anastasiaの結成を発表したが、2008年4月24日に放送された、メンバーのmiyo出演のWebTV『やまチャンネル』にて脱退した事が発表された。バンド結成以後この日までに行われた活動はWebサイト制作・宣材用の写真撮影のみで、具体的な音楽活動は一切なかった。なお、脱退後バンドのWebサイトからは彼に関する表記はほぼ削除された。
2009年よりよしもとクリエイティブエージェンシーに所属している。

## 楽曲提供
- meg rock
  - 頭痛が痛い
  - 今日のあたし
  - この左手は君のもの
  - ベビーローテンション
  - どこまでも
  - clover
  - wish
  - incl.
- 美郷あき
  - ハピネス
  - before
  - calling
  - 傷は化石にならないけれど
- 河辺千恵子
  - be your girl
  - ☆に願いを
  - little wing
  - I Can't Wait

- 平野綾
  - 明日のプリズム
- 大橋純子
  - 裸の約束
- 千葉紗子
  - たしかなもの
- チナッチャブル
  - 勝利の花びら
- 月島きらり starring 久住小春 (モーニング娘。)
  - 水色メロディ（編曲）
- 栗林みな実
  - 冬色のメロディ
- 藤弥美里
  - ココロ虹を架けて
- 中川翔子
  - Catch You Catch Me
  - 恋の記憶
- 松本まりか
  - Innocent Flower
- 浅野真澄
  - Happy Hopper
- 陶山章央・保志総一朗
  - ラブ×メガ
- Cluster'S（下野紘）
  - 流星シュート
- Every Little Thing
  - まさかのTelepathy
- 寺島拓篤
  - フレンド（作曲）
  - landscape（作曲）

## 演奏参加作品
2007年
- 空色デイズ
  - happily ever after
- もうひとつの未来〜starry spirits〜
  - それでも、生きる

2010年
- Sing All Love
  - 覚醒フィラメント
  - Love Medicine*
  - Perfect energy
  - sing for you
- Freedom Dreamer
  - Freedom Dreamer
  - Best mark smile
  - 夏色華日

2011年
- Defection
  - Defection
  - raison pour la saison
- KEY FOR LIFE
  - ひとりにひとつの永遠
- TERMINATED
  - TERMINATED
  - 巡り逢い 〜かけがえのないもの〜

## 出演

### ライブ公演
2009年
- Minori Chihara Live 2009 Final[2]
- Minori Chihara Countdown Live 2009-2010[2]

2010年
- Minori Chihara Live Tour 2010 〜Sing All Love〜[3]
- Minori Chihara Live 2010 "SUMMER CAMP 2"[4]

2011年
- Minori Chihara Live Tour 2011 〜Key for Defection〜[5]
- Minori Chihara Live 2011 "SUMMER CAMP 3"[6]
- Minori Chihara Acoustic Live 2011
- Minori Chihara Live 2011 Final[7]
- Minori Chihara Countdown Live 2011-2012[7]

2012年
- CMB 1st LIVE 〜SOUND MAJESTY〜[8]
- アニメロミックス Presents Minori Chihara Birthday Live 2012 supported by JOYSOUND[9]

2014年
- 田所あずさワンマンライブ2014―Beyond Myself!―
- TAKUMA TERASHIMA LIVE TOUR 2014 2nd STAGE “PRISM”

2016年
- 田所あずさ LIVE TOUR2016～Live Forward～

2017年
- 5th ANNIVERSARY TAKUMA TERASHIMA LIVE TOUR 2017 3rd STAGE “REBOOT”
- AZUSA TADOKORO LIVE TOUR 2017～So What?～

### CD
- Minori Chihara Live Tour 2011 〜Key for Defection〜 LIVE CD+PHOTO BOOK

### DVD、Blu-ray Disc
2010年
- Message 03
- Minori Chihara Live Tour 2010 〜Sing All Love〜 LIVE DVD/Blu-ray

2011年
- Minori Chihara Live 2010 "SUMMER CAMP 2" Live DVD/Blu-ray

2012年
- Minori Chihara Acoustic Live 2011 Live DVD/Blu-ray[注 1]
- Message 04
- CMB 1st LIVE 〜SOUND MAJESTY〜 Live Blu-ray

2013年
- Minori Chihara Birthday Live 2012 LIVE DVD/Blu-ray